# 重庆医科大学附属儿童医院
重庆医科大学附属儿童医院（英語：Children’s Hospital of Chongqing Medical University）是一家位于中国重庆的医院，也是重庆医科大学附属医院之一，有渝中院区和两江院区两个院区。

## 历史
1956年6月10日由上海医学院（现复旦大学上海医学院）儿科系分迁来重庆创建，后被评选为三级甲等医院。2019年获批首批国家一流本科专业建设点和国家临床医学研究中心。
截至2019年医院门急诊量337.24万人次，住院量9.53万人次，有42个临床科室和医技科室，编制床位2480张。